# Dorothy Atkinson
Dorothy Atkinson, född 1966 i Mansfield, Nottinghamshire, är en brittisk skådespelare.
Atkinson har bland annat medverkat i TV-serierna Syndarnas hus (2017-2018) och I vår herres hage från 2021. Hon har även medverkat  filmen Mr. Turner från 2014.

## Filmografi (i urval)
- 1999 – Topsy-Turvy
- 2013 – Barnmorskan i East End (TV-serie)
- 2014 – Mr. Turner
- 2017–2018 – Syndarnas hus (TV-serie)
- 2021 – I vår herres hage (TV-serie)
- 2022 – Without Sin (TV-serie)
- 2023 – Saltburn
- 2024 – Ludwig – pusseldetektiven (TV-serie)